# Sabrina Roß
Sabrina Roß est une ancienne joueuse allemande de volley-ball née le 11 avril 1980 à Rostock. Elle mesure 1,86 m et jouait au poste de centrale. Elle a totalisé 42 sélections en équipe d'Allemagne.

## Clubs
| Club                    | De        | À         |
| ----------------------- | --------- | --------- |
| Schweriner SC           | 1997-1998 | 1999-2000 |
| TV Creglingen           | 2000-2001 | 2000-2001 |
| SSV Ulm 1846            | 2001-2002 | 2003-2004 |
| Euphony Tongeren        | 2004-2005 | 2004-2005 |
| 1. VC Wiesbaden         | 2005-2006 | 2007-2008 |
| VC Stuttgart            | 2008-2009 | 2011-2012 |
| SG Marmagen-Nettersheim | 2014-2015 | 2015-2016 |

## Palmarès
- Championnat d'Allemagne
  - Vainqueur : 2003
- Coupe d'Allemagne
  - Vainqueur : 2003, 2011
- Championnat de Belgique
  - Vainqueur : 2005
- Coupe de Belgique
  - Vainqueur : 2005
- Supercoupe de Belgique
  - Vainqueur : 2005